# Irma Kolassi
Irma Kolassi (en griego: Ίρμα Κολάση) (Atenas, 28 de mayo de 1918 - París, 27 de marzo de 2012) fue una cantante clásica griega.

## Biografía
Nacida el 28 de mayo de 1918 en Atenas, en el seno de una familia de músicos, (su tío era un violinista que estudió con George Enescu), vivió en París hasta los ocho años y luego volvió a Atenas, cuando sus padres regresaron a Atenas y se divorciaron. Después de recibir lecciones de piano de su abuela, ingresó al Conservatorio de Atenas, donde se graduó a los 14 años con un Primer Premio de piano. Para mantenerse, también acompañó a los alumnos de la clase de canto de Maggie Karadja. Un día, impulsada por una reciente decepción amorosa, comenzó a cantar una canción de Tosti en clase. Así Karadja descubrió su voz y comenzó a darle lecciones de canto.
En 1938 fue a tomar lecciones en la Academia de Santa Cecilia en Roma, donde pensó que podría tomar cursos de piano y canto al mismo tiempo. En cambio se vio obligada a elegir y optó por el canto, para gran disgusto de Alfredo Casella, quien sin embargo, reconociendo su gran talento pianístico, siguió dándole clases particulares de forma gratuita. En ese momento, al no tener beca, se apoyó trabajando para la radio italiana para programas dirigidos al público de habla griega. 
Al estallar la Segunda Guerra Mundial regresó a Grecia. En la Atenas ocupada por los nazis, trabajó como cantante para la Ópera de Atenas, pero no pudo soportar la vida en el escenario (y de hecho, después de esas primeras experiencias, nunca más volvió a cantar una ópera en forma escénica) y pasó al papel de entrenadora vocal. Entre los muchos artistas que entrenó en ese período, hubo una tal Maria Kalageropoulou, más tarde conocida como Maria Callas, que con Kolassi estudió el papel de Leonora en Fidelio de Beethoven. Cuando terminó la ocupación nazi, Kolassi fue despedida del teatro y reemplazada por la sobrina de un ministro. Nuevamente volvió a trabajar en la radio durante 4 años, tiempo durante el cual, como afirmó más tarde, perdió casi toda esperanza de seguir una carrera como cantante. El 14 de julio de 1949 cantó en un evento de celebración en la embajada de Francia. Impresionada por su voz, la esposa del embajador la invitó a trasladarse a París, escribiéndole cartas de recomendaciones para varios exponentes del mundo musical, entre ellos un alumno de Fauré, Louis Aubert. Cuando le mostró sus Poémes arabes, Kolassi los cantó a primera vista, asombrando al compositor. Poulenc también estuvo pronto entre sus admiradores (en 1950 le escribió al compositor y director de orquesta Pierre Capdeville: "¿Quién es esta Irma Kolassi? Estoy a punto de enamorarme... ¿Tendremos finalmente una cantante? Si no estás celoso, ¡debes enviarme su dirección!".) Kolassi abrió entonces una brillante carrera gracias en particular a sus interpretaciones de las melodías de los músicos franceses como Fauré, Debussy y Ravel, así como del Groupe des Six, en el campo de la música de cámara (Duparc, Fauré, Hahn, Ravel...), la música orquestal con algunos de los directores más importantes de la época como van Beinum, Rosbaud, Pierre Monteux, Charles Münch, Josef Krips, Carlo Maria Giulini (famoso es su Poème de l'amour e de la mer de Ernest Chausson grabado con la Orquesta Filarmónica de Londres dirigida por Louis de Froment), música antigua con Nadia Boulanger (Monteverdi , Charpentier, Rameau) y música de compositores contemporáneos (incluyendo Edipo rey de Stravinsky, Erwartung de Schoenberg, la primera interpretación completa (en forma de concierto) en 1954 del Ángel de fuego de Prokófiev). En particular, en el campo de la música de cámara francesa se la consideraba heredera de Madeleine Grey, Jane Bathori y Claire Croiza.
Puso fin a su carrera como cantante en 1970 para dedicarse a la docencia, en la Schola Cantorum y en el Conservatorio Europeo de Música.
Falleció en París el 27 de marzo de 2012.

## Discografía selectiva
- Berlioz, Romeo y Julieta. Grabada en concierto en el Théâtre des Champs-Élysées el 25 de junio de 1953, con Joseph Peyron (tenor) y Lucien Lovano (barítono), los Coros y la Orchestre national de la Radiodiffusion-télévision française dirigida por Charles Munch (Cascavelle VEL 3112 VEL 1590 2019).
- Chausson, Poema del amor y del mar. Grabado el 10 de mayo de 1955 en el Kingsway Hall de Londres con la Orquesta Filarmónica de Londres dirigida por Louis de Froment[4] (Decca). Como grabación de referencia ha sido objeto de varias reediciones en CD.
- Purcell, Dido y Eneas․ Grabada en el estudio de Ginebra de la Radio de la Suisse Romande el 11 de enero de 1951, con Yvon Le Marc'Hadour (Eneas), Gisèle Vivarelli (Bélinda) y Hugues Cuénod (Espíritu), el Coro de Estudiantes del Conservatorio de Ginebra y miembros de la Orchestre de la Suisse Romande dirigida por Pierre Capdevielle (Cascavelle VEL 3107).
- Recital de melodías francesas: Fauré, La canción de Eva, Otoño, Tarde, Mandolina; Ravel, cinco melodías populares griegas; Folclore, dos melodías populares griegas; Milhaud, poemas judíos; Aubert, Seis poemas árabes (“La cara inclinada" Y "El derrotado“), con el piano de André Collard y Jacqueline Bonneau (Testament SBT 1291)․ Reedición de grabaciones realizadas por Decca en los años 50․